# Paços do Concelho do Funchal
Os Paços do Concelho do Funchal (também Paços do Município, Edifício Municipal ou Palácio Municipal) são o edifício sede do município do Funchal, na ilha e Região Autónoma da Madeira, em Portugal. Localizam-se na rua dos Ferreiros, em frente à Praça do Município/Largo do Colégio, na freguesia da Sé.
Este edifício foi mandado construir em 1758, pelo Conde de Carvalhal para fins de residência. Em 1883 foi comprado pela Câmara para servir como os Paços do Concelho, tendo sido alvo de adaptações e alterações.